# インターリングア
インターリングア（Interlingua）とは、主要な西ヨーロッパ言語に共通する語彙と、アングロ・ロマンス言語を元にした、簡略化された文法をもとに構築された国際補助語である。1951年に国際補助語協会（IALA イアラ：International Auxiliary Language Association）がはじめて発表した。
インターリングアという語は、以下のようにも使用される。
- 国際補助語の意で用いられる場合がある。interlinguistics（英語版）も参照のこと。
- 機械翻訳による暫定的な文章もインターリングアと呼ばれる。

## 概要
科学技術、貿易、芸術の流動性の拡大が、ギリシア語・ラテン語の拡大とあいまって、現代の言語間において語彙の共通性、類似に帰結した。インターリングアはこのように、既に存在する国際的な共通語彙と、アングロ・ロマンス言語の文法の簡略化によって、誰にでも理解が容易な、世界共通の言語を目指したものである。

## 歴史
インターリングアの語彙と文法は、1951年にはじめて発表された。後にIALAのディレクターとなるアレクサンダー・ゴーデが、この運動の第一人者の一人である。彼は、文法の研究書、イ・英（インターリングア→英語）辞書、そして『Interlingua a Prime Vista （一目でわかるインターリングア）』と題した入門書を発表した。
1955年にインターリングア世界連合 (UMI : Union Mundial pro Interlingua) が発足して以降、UMIが月刊「パノラマ・イン・インターリングア」の発行や、ポッドキャストラジオ配信などの活動を行っている。

## 文字
表記には通行のラテン文字 26 字を使う。各文字の発音は下図の通りである。
| 文字     | 発音                     |
| -------- | ------------------------ |
| a        | [a]                      |
| b        | [b]                      |
| c{e,i,y} | [ts] / [s]               |
| c        | [k]                      |
| ch       | [k]                      |
| d        | [d]                      |
| e        | [e]                      |
| f        | [f]                      |
| g        | [ɡ]                      |
| h        | [h] / 発音しない         |
| i        | [i]                      |
| j        | [ʒ] / [dʒ], [j]          |
| k        | [k]                      |
| l        | [l]                      |
| m        | [m]                      |
| n        | [n]                      |
| o        | [o]                      |
| p        | [p]                      |
| ph       | [f]                      |
| qu       | [kw]                     |
| r        | [r] / [ɾ]                |
| s        | [s] / [z] （母音の間）   |
| t        | [t]                      |
| u        | [u]                      |
| v        | [v]                      |
| w        | [w]                      |
| x        | [ks] / [ɡz] （母音の間） |
| y        | [j] / [i]                |
| z        | [z]                      |

## 語彙
西ヨーロッパの言語においてはギリシア・ラテン語の語彙が共通の語源となっており、違う言語間でもある程度単語の意味を類推可能であることからわかるように、一定の類似性がある。英語やフランス語、もしくはラテン語学習者は、同様にインターリングアの語彙も類推が可能であると言えよう。IALAは英語・フランス語・イタリア語・スペイン/ポルトガル語（スペイン語、ポルトガル語は2言語を一単位とする）の4単位を主な語源とし、ドイツ語・ロシア語を参考程度に位置付けている。
インターリングアにおいて、単語として選ばれるのは、まず、4つの主要言語単位（英・仏・伊・西/葡語）のうち3つにおいて、意味や語源において同じである語である。
関係する語が言語単位のうち2つにのみ見いだされる場合、ドイツ語とロシア語が参照される。言語を運用するのに必要な文法的な語は、この方法でうまくいかない場合、ラテン語から採用される。
インターリングアの語形は、現在の語彙の元になった歴史的な、もしくは仮定的な語形に基づいており、また派生語も参照される。例えば、「目」を意味するフランス語œil、イタリア語occhio、スペイン語ojo、ポルトガル語olhoはまるで異なっているが、これらはすべてoculoという歴史的な語形から生じており、またocularやoculistaといった国際的な派生語があるため、インターリングアではoculoという語形を使うことが決定される。
現在のインターリングアでは、IALAによる原型よりも、古典ラテン語からの語彙が減少し、ロマンス諸語からの語彙に置き換えられることが多いようである（emer → comprar「買う」、sed → ma「しかし」、nimis → troppo「あまりに」）。しかしながら、他のラテン語語彙（pro「〜のために」、contra「〜に対して」、post「〜の後に」、ergo「ゆえに」）などは、対応するロマンス諸語のそれぞれの語よりも、世界的に認知されていることから、そのまま使用されている。

## 文法
インターリングアの文法は、規範となる英・仏・伊・西・葡語のいずれかに欠けている要素は、採り入れないように配慮されているが、結果としては、ロマンス諸語よりも簡略化されていることから、それは英語に非常に似ているという印象になる。

### 語順
語順は SVO型である。形容詞は修飾する名詞に後置することが多い。

### 冠詞
定冠詞は le、不定冠詞は un である。性・数・格の一致はしない。le の前に前置詞 a、de がある場合には結合してそれぞれ de le → del、a le → al となる。

### 名詞
名詞に文法上の性はない。複数形にする場合には、名詞が母音で終わる場合には -s を、子音で終わる場合には -es を、 -c で終わる場合には -hes を後置する。
- fructo → fructos
- aer → aeres
- roc → roches

### 動詞
動詞には -ar で終わるもの、 -er で終わるもの、 -ir で終わるものの三種がある。人称変化はしない。
| 時制       | 語尾 | -ar     | -er     | -ir      |
| ---------- | ---- | ------- | ------- | -------- |
| 不定形     | -r   | crear   | vider   | audir    |
| 現在形     | -    | crea    | vide    | audi     |
| 過去形     | -va  | creava  | videva  | audiva   |
| 未来形     | -ra  | creara  | videra  | audira   |
| 条件形     | -rea | crearea | viderea | audirea  |
| 現在分詞形 | -nte | creante | vidente | audiente |
| 過去分詞形 | -te  | create  | vidite  | audite   |

使用頻度の高い esser、haber、vader には es、ha、va という不規則な現在形が存在する。
- Io es un japonese. = Io esse un japonese.
- Il ha cattos. = Il habe cattos.
- Illo va al doctor. = Illo vade al doctor.

### 形容詞
形容詞は一般に修飾する名詞に後置する。前置してもかまわない。
比較級は plus 〜 / minus 〜 で表し、最上級は le + 比較級で表す。一部の形容詞は不規則変化をするが、規則変化形を使ってもかまわない。
| 原形  | 比較級 | 最上級  |
| ----- | ------ | ------- |
| parve | minor  | minime  |
| magne | major  | maxime  |
| bon   | melior | optime  |
| mal   | pejor  | pessime |

### 数詞
命数法は十進法であり、加算と乗算を使って数を表す。
| 1    | 2     | 3      | 4        | 5         | 6       | 7        | 8       | 9       | 0     |
| ---- | ----- | ------ | -------- | --------- | ------- | -------- | ------- | ------- | ----- |
| un   | duo   | tres   | quatro   | cinque    | sex     | septe    | octo    | novem   | zero  |
| 10   | 20    | 30     | 40       | 50        | 60      | 70       | 80      | 90      | 100   |
| dece | vinti | trenta | quaranta | cinquanta | sexanta | septanta | octanta | novanta | cento |

- 13 = dece-tres, dece e tres
- 256 = duo centos cinquanta-sex

大数は long scale で表現する（西洋の命数法も参照）。
| 103  | mille        |
| 106  | million      |
| 109  | milliard     |
| 1012 | billion      |
| 1015 | billiard     |
| 1018 | trillion     |
| 1021 | trilliard    |
| 1024 | quatrillion  |
| 1027 | quatrilliard |
| 1030 | quintllion   |
| 1033 | quintlliard  |

数字表記する場合には、小数点にはコンマを用い、桁区切りにはピリオドを用いる。
- 10.987,654 = dece milles novem centos octanta-septe comma sex cinquanta quatro

## 使用状況
IALAは、ロマンス諸語との類似性や、言語の『自然さ』（あくまでロマンス諸語話者にとって）から最も理解されやすい、また、学びやすい言語であると主張している。話者数の推計は、50というものから、10,000とするものまで幅が大きく、多くの慎重な統計は、1,000から1,500と発表している。また、インターリングアを母語とする者が存在しているという主張さえもある。
インターリングアは南北アメリカ、ヨーロッパ（主に北欧）、ロシアに熱心な愛好者がおり、また、いくつかのインターリングアのホームページや雑誌（パノラマ/UMI：インターリングア世界連合 the Union Mundial pro Interlingua発行 等）も存在する。
また、UMIが、2年毎にヨーロッパでインターリングアの国際会議を開催しており、50人から75人の参加がある。国際会議の無い年には、北欧インターリングア協会がスウェーデンで会議を開催している。これは北欧以外の各国からも参加可能である。

## 文例
『主の祈り』インターリングア訳
Nostre Patre, qui es in le celos,
que tu nomine sia sanctificate; 
que tu regno veni; 
que tu voluntate sia facite 
super le terra como etiam in le celo. 
Da nos hodie nostre pan quotidian, 
e pardona a nos nostre debitas 
como nos pardona a nostre debitores, 
e non duce nos in tentation, 
sed libera nos de malo. 